# William Hobson Mills
William Hobson Mills FRS (6 de julho de 1873 — 22 de fevereiro de 1959) foi um químico britânico. Foi eleito membro da Royal Society em 1923, e recebeu a Medalha Davy em 1933.

## Biografia
William Hobson Mills nasceu em Hammersmith em 6 de julho de 1873, o mais velho dos cinco filhos de William Henry Mills, um arquiteto, e Emily Wiles Quincey (nascida Hobson). A família mudou-se naquele outono para a cidade natal de Emily, Spalding, Lincolnshire. Mills foi educado na Spalding Grammar School e depois na Uppingham School.
Ele entrou no Jesus College, Cambridge, em outubro de 1892 e estudou ciências naturais. Uma lesão no tendão de Aquiles - sofrida em Uppingham - significou que ele permaneceu em casa durante o ano letivo de 1893-1894. Ele voltou a Cambridge em outubro de 1894 e obteve a Primeira Classe em Ciências Naturais Tripos, Parte I, em 1896, e na Parte II (Química) em 1897. Mills começou a pesquisar no Laboratório Químico da Universidade de Cambridge sob o comando do químico Thomas Easterfield da Nova Zelândia. Ele foi encorajado a trabalhar na conversão de 2,4-dibenzoilmesitileno em um sistema pentacíclico contendo dois grupos de antraquinona.
Em outubro de 1899, Mills foi para Tübingen para trabalhar por dois anos com o professor Hans von Pechmann, onde trabalhou na mesma bancada que Nevil Sidgwick. Os dois se tornaram amigos para a vida toda. Em 1902 foi nomeado Chefe do Departamento de Química do Instituto Politécnico, onde permaneceu até 1912. Durante este tempo, trabalhou, com outros membros da equipe, para fornecer prova experimental da teoria de Hantzsch-Werner. Ele também publicou um artigo em conjunto com sua esposa sobre os derivados do dinafantraceno.
Em 1912, a trágica morte de Humphrey Owen Jones deixou uma grande lacuna na equipe de química orgânica em Cambridge. Mills foi nomeado para uma demonstração, e pouco depois eleito para uma bolsa e professor de ciências naturais no Jesus College. Em 1919 foi nomeado professor universitário. A partir de 1931 até sua aposentadoria em 1938, Mills continuou seu trabalho em isomerismo e oximas, e também estudou compostos espirocíclicos, a estereoquímica das moléculas com rotação restrita e corantes cianina.